# Puy de Sancy
Puy de Sancy (Phương ngữ Auvergnat: puèi de la Crotz, "Núi chữ thập") là ngọn núi cao nhất của Khối núi Trung tâm. Nó là một phần của núi lửa dạng tầng cổ đó đã ngừng hoạt động trong khoảng 220.000 năm.
Các sườn núi phía bắc và phía nam được sử dụng cho trượt tuyết, một số cáp treo và thang máy lên núi. Trượt tuyết đã được thực hiện trên núi kể từ những năm đầu thế kỷ 20. Hai linh mục địa phương đi ngang trượt qua Sancy năm 1905. Năm 1936, cáp treo đã được xây dựng từ Mont-Dore đến sát đỉnh núi. Vào tháng 12 năm 1965, một tai nạn cáp treo làm 10 người bị thương và 7 người chết xảy ra. Super-Bessé là một khu trượt tuyết, nằm về phía tây nam dốc.
Thung lũng ở phía bắc cũng là nguồn gốc của hai dòng suối Dore và Dogne, mà kết nối với nhau để tạo thành những Sông Dordogne chảy qua thị trấn spa Mont-Dore gần đó và tới cửa sông Gironde.

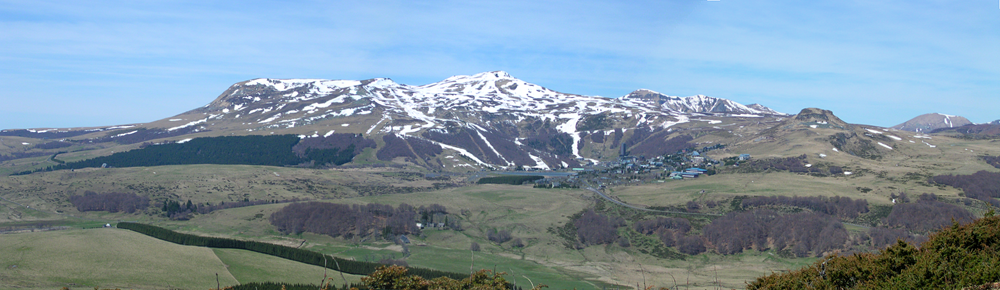
Puy de Sancy từ phía nam

## Đường dẫn ngoài
- Khu Vực Trượt Tuyết Sancy